# Ай-Мегинъёган
Ай-Мегинъёган — река в России, протекает по территории Ямало-Ненецкого АО Устье реки находится в 15 км по правому берегу реки Мегинъёган. Длина реки составляет 30 км.

## Данные водного реестра
По данным государственного водного реестра России относится к Нижнеобскому бассейновому округу, водохозяйственный участок реки — Таз. Речной бассейн реки — Таз.
Код объекта в государственном водном реестре — 15050000112115300065826.